# Shadowgun Legends
Shadowgun Legends je česká hra pro mobily z roku 2018. Hru vytvořilo studio Madfinger Games.

## Hratelnost
Jedná se o First-person shooter v němž hráč bojuje proti mimozešťanům ohrožujícím Zemi. Hra nabízí řadu herních módů jako například příběhovou kampaň nebo boj proti skutečným hráčům.